# 자케

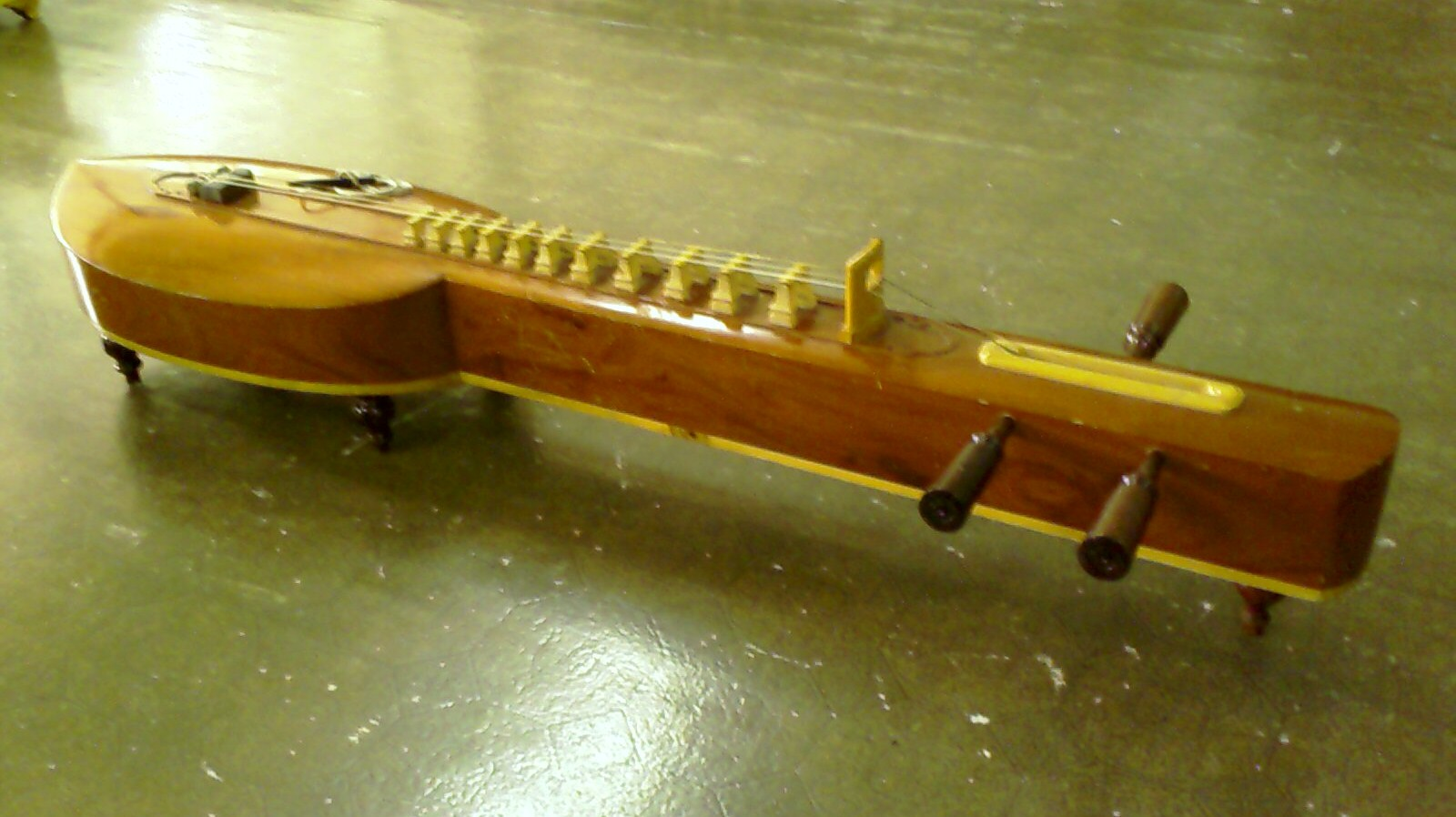

자케(จะเข้)는 악어 모양의 태국의 발현악기로서, 태국과 크메르 음악에 사용되는 악기이다. 크메르족의 악기와 시실상 동일하다.
원래는 악어를 잡아 말려서 그 몸통에 3현을 단 것이었다. 인도에서 생긴 것으로 미얀마를 거쳐 크메르에 전해진 것이 다시 타이로 들어온 것이다. 줄은 견현(絹絃) 둘과 금속선 하나로 되어 있고, 11개의 플랫(flat)이 등비간격(等比間隔)으로 놓여 있다.